# 飯塚久夫
飯塚 久夫（いいづか ひさお、1948年2月18日 - ）は、日本の技術者、実業家。
NTTコミュニケーションズ常務取締役、NTTラーニングシステムズ代表取締役社長、NECビッグローブ代表取締役社長、国立大学法人東京工業大学理事・副学長、東京工業大学博物館館長等を歴任した。

## 人物・経歴
群馬県前橋市生まれ。
1970年、東北大学工学部卒業。
1972年、東京工業大学大学院理工学研究科修士課程修了、日本電信電話公社入社。
1991年、技術調査部技術評価部門長。
1997年、資材調達部長兼国際調達室長。
1999年、（株）NTTコミュニケーションズ取締役ビジネスユーザ事業部長。
2002年、（株）NTTコミュニケーションズ常務取締役先端IPアーキテクチャセンタ所長。
2005年、（株）NTTラーニングシステムズ代表取締役社長。2006年電子情報通信学会東京支部長。
2007年、（株）NECビッグローブ代表取締役社長、日本セキュリティ・マネジメント学会副会長。
2011年、日本データ通信協会テレコム・アイザック（現ICT-ISAC)推進会議会長、
2011年、国立大学法人東京工業大学理事・副学長、東京工業大学博物館館長。
2013年、東京工業大学客員教授、（株）ぐるなび取締役副社長　管理本部長兼セキュリティマネジメント室長。
2019年、一般社団法人　量子ICTフォーラム総務理事。
専門は通信網工学、ネットワーク・セキュリティ、音響工学。
趣味はアルゼンチン・タンゴの評論、月刊「ラティーナ」、SUIYOKAI、中南米音楽研究会などで執筆・解説を行い、
日本タンゴアカデミー会長、日本アルゼンチンタンゴ連盟会長、日本アルゼンチン協会理事に就任している。